# Хелена Вуковић
Хелена Вуковић (Бачка Паланка, 21. децембра 1973) јесте пензионисани српски официр и ЛГБТ+ активистикиња.

## Биографија
Завршила је Војну гимназију 1992. године у Београду, а након тога и Војну академију 1996. године са просеком 8,64. У професионалној служби била је до 2014. године када је принудно пензионисана са чином мајора јер је објавила да улази у процес прилагођавања пола родном идентитету. Вуковић је због дискриминације тужила војску Србије, и победила.
У својој каријери била је официрка, што је чини првим војним лицем на овим просторима које је променило пол. Кроз живот остварила се у брачној улози и као родитељ четворо деце. Од напуштања војне службе постала је Координаторка за рад са заједницом УГ Егал, чиме је прожето њен дугогодишњи активизам. Њен живот био је инспирација за књигу „Мајор и Хелена”, новинарке Маје Бекчић Петровић, као и за представу "Мајор и Хелена", ауторског пројекта Алексе Јовчића. Хелена је организаторка првог Транс прајда 2015. године и Параде „Понос Србије” од 2016. до 2019. године. Процес транзиције је започет 2014. године, а завршен маја 2016. године операцијом промене пола.